# Шапіхи
Шапіхи (до 2009 року — Шапихи) — село в Україні, у Козелецькій селищній громаді Чернігівського району Чернігівської області. Населення становить 25 осіб. До 2016 орган місцевого самоврядування — Лемешівська сільська рада.

## Історія
Щапихина хутор було згадано в переписній книзі Малоросійського приказу (1666). Також наведено відомості про 3 жителів хутору: Васка Кострин із 2 волами, Васка Щапихин із волом та Трошка Демяненко з волом.
Список наявних у Малоросійській губернії селищ 1799-1801 років подає дані, що в деревне Шепехи" проживало 25 податкових душ.
12 червня 2020 року, відповідно до розпорядження Кабінету Міністрів України № 730-р «Про визначення адміністративних центрів та затвердження територій територіальних громад Чернігівської області», увійшло до складу Козелецької селищної громади.
19 липня 2020 року, в результаті адміністративно - територіальної реформи та ліквідації Козелецького району, село увійшло до складу Чернігівського району Чернігівської області.

## Населення

### Мова
Розподіл населення за рідною мовою за даними перепису 2001 року:
| Мова       | Кількість | Відсоток |
| ---------- | --------- | -------- |
| українська | 44        | 100%     |

## Люди
Іванина Василь Миколайович (народився 1947 в Шапіхах) — український прозаїк, перекладач.